# Der lustige Krieg
Der lustige Krieg ist eine Operette in drei Akten von Johann Strauss (Sohn). Das Libretto stammt von dem bewährten Gespann F. Zell und Richard Genée. Das Werk erlebte seine Uraufführung am 25. November 1881 im Theater an der Wien in Wien.

## Orchester
Zwei Flöten, zwei Oboen, zwei Klarinetten, zwei Fagotte, vier Hörner, zwei Trompeten, drei Posaunen, eine Harfe, Schlagwerk und Streicher

## Handlung

### Ort und Zeit
Die Operette spielt in zwei italienischen Fürstentümern in der Nähe von Genua um 1720.

### Erster Akt
Bild: Feldlager der genuesischen Truppen vor Massa-Carrara
Wegen einer Bagatelle haben sich die Fürstentümer Genua und Massa-Carrara den Krieg erklärt; doch keine der beiden Seiten will mit der ersten Kriegshandlung beginnen. Deshalb langweilen sich die Truppen im Lager und verbringen die meiste Zeit mit Singen und Trinken. Damit ist es aber aus, als ein paar Soldaten der genuesischen Armee einige Frauen und den Marchese Sebastiano aus dem feindlichen Fürstentum als Gefangene ins Lager schleppen.
Der Marchese ist ein großer Wichtigtuer, der kein Geheimnis für sich behalten kann. Ganz unbeschwert erzählt er Umberto Spinola, dem Anführer der genuesischen Truppen, sein Onkel, der regierende Fürst von Massa-Carrara, habe eine Armee aus kriegslüsternen Frauen aufgestellt. Kommandantin sei die jung verwitwete Gräfin Violetta Lomelli. Diese sei von seinem Onkel dem Herzog von Limburg als künftige Gattin versprochen worden. Als Dank werde der Herzog seine Truppen zur Verstärkung schicken. Leider sei der Herzog selbst gerade unabkömmlich, weshalb eine Ferntrauung abgehalten werden müsse, bei welcher der limburgische Oberst van Scheelen den Bräutigam vertrete. Was der tölpelhafte Marchese nicht weiß: Umberto Spinola hat von Scheelen abgefangen, zusammen mit einem Holländer namens Balthasar Groot, welcher vorgibt, ihm seien nicht nur seine Tulpen gestohlen worden, sondern gleich auch noch seine Frau Else.
Auch Violetta, die Anführerin der Truppen von Massa-Carrara, hat sich – verkleidet als einfache Bauersfrau – in das feindliche Lager geschlichen, um die Lage zu sondieren. Von Umberto Spinola verlangt sie einen Passierschein. Mit viel Charme erreicht sie, dass sich der Oberbefehlshaber Hals über Kopf in sie verliebt und ihren Wunsch erfüllt.
Violetta entdeckt Marchese Sebastiano unter den Gefangenen. Sie schleicht sich zu ihm, um ihm eine Nachricht zu übermitteln. Das Gespräch wird jedoch von Oberst Spinola belauscht. Jetzt wird ihm klar, wer die „Bauersfrau“ in Wirklichkeit ist. Sofort beschließt er, den Spieß herumzudrehen und die Gräfin ebenfalls hinters Licht zu führen. Er tritt auf sie zu und erklärt, ihre wahre Identität zu kennen. Er habe nur auf sie gewartet, weil er der Gesandte des Herzogs von Limburg sei und den Auftrag habe, ihn bei der Trauung zu vertreten. Nachdem er die entsprechende Vollmacht vorzeigen kann, willigt Violetta ein. Gemeinsam machen sie sich in das nahegelegene Schloss Malaspina auf, in dessen Kapelle die Trauung vollzogen wird.

### Zweiter Akt
Bild: Salon im Schloss
Artemisia, die Frau des Fürsten von Massa-Carrara, hat ein paar Edeldamen zu einem Kaffeekränzchen ins Schloss geladen. Plötzlich platzt der Marchese herein. (Der Feind ließ ihn laufen, weil er ihm wertlos schien.) Aufgeregt berichtet er, Gräfin Violetta befinde sich in Feindeshand. Aber er selbst habe auch jemand gefangen genommen: Else, die Gattin eines holländischen Tulpenzüchters. Diese beklagt, dass sie gewaltsam von ihrem Gatten getrennt worden sei, aber Artemisia hält sie für eine Schwindlerin.
Völlig überraschend taucht nun auch Violetta in Begleitung von Umberto Spinola und dem Tulpenzüchter auf. Von letzterem behauptet Umberto scherzhaft, er sei der Herzog von Limburg. Else kann es nicht fassen, dass sich ihr Gatte so etwas gefallen lässt, und fordert ihn auf, diese Komödie sofort zu beenden. Das Gezänk der beiden ist Artemisia nicht entgangen. Sie glaubt, Else sei die Geliebte des Herzogs von Limburg, mit der er seine Gattin Violetta betrüge. Sie fordert deshalb den „Herzog“ auf, sich mit seiner Angetrauten in die Kammer zurückzuziehen, doch dieser Wunsch wird nicht erfüllt. Nach einigen Verwechslungen versöhnt sich Else mit ihrem Mann, und Umberto gesteht Violetta, dass er sie liebe.

### Dritter Akt
Bild: Saal im Schloss
Der dritte Akt ist der mit Abstand kürzeste ohne größere Dramatik. Alles löst sich in Wohlgefallen auf. Dabei stellt sich auch heraus, dass die Ferntrauung eine echte Trauung war: Violetta und Umberto sind rechtmäßige Eheleute. Als dann auch noch die Nachricht eintrifft, dass die Ursache für den kriegerischen Konflikt weggefallen sei, ist das Paar glücklich, dass sie keine Feinde mehr sein müssen. Sie haben sich inzwischen lieben gelernt und sind dankbar, dass sie miteinander verheiratet wurden. Alle begrüßen jubelnd das Ende des Krieges und lassen das Paar hochleben.

## Musik
Der lustige Krieg war zu Johann Strauss’ Lebzeiten eines seiner am häufigsten aufgeführten Werke, und dies zu Recht, hat er darin doch einige seiner schönsten musikalischen Einfälle ausgeschüttet. Stellvertretend für alle seien nur folgende Nummern hervorgehoben:
- Quintett Violetta, Umberto, Marchese, Franchetti und Spinzi Kommen und geh’n, ohne zu seh’n aus dem ersten Akt;
- Walzer des Marchese Nur für Natur im zweiten Akt. Dieser Walzer geht auf die Initiative von Alexander Girardi zurück, der damit auf einen Schlag bekannt wurde.[1]
- das große Finale des zweiten Aktes Das Signal ruft zum Streit, gäb es Kampf, welche Freud und
- Finale dritter Akt Mag um Ruhm und Ehr keinen neiden ... Süße Friedensglocken, Himmelsmelodie.

Laut dem Klavierauszug (Siehe Weblink) umfasst die Partitur folgende insgesamt 19 Nummern:
Ouvertüre
Nr. 1: Introduktion:  Kein Kampf kein Sieg (Chor)
Nr. 2 Couplet: Noch kam man ohne Blutvergießen (Umberto)
Nr. 2 ½  Ein Blitz, ein Knall ein kleiner Schreck (Umberto)
Nr. 2 ¾  Mit meinen Feinden (Sebastiano)
Nr. 3 Ensemble und Lied: Herr General, Herr General! Wo ist der General…Wir machten zusammen aus Holland die Reise...Ich armer Balthasar (Alle)
Nr. 4 Lied: Umsonst ich kann nicht fort ….Für dieses Kriegszuges Wohl (Violetta)
Nr. 5 Duett: Es ist ganz unmöglich Bitte! Bitte! - Ach, ich glaub nicht daran und ich seh’ es ihm an (Violetta, Umberto)
Nr. 6 Quintett: Kommen und gehn, ohne zu sehn (Violetta, Sebastiano, Umberto, Franchetti, Spinzi)
Nr. 6 ½ Kleines Orchesterzwischenspiel (Orchester) nur 45 Takte
Nr. 7 Finale I: Das Signal ruft zum Streit … Wenn er es liest, so sind verloren wir – Ja, eilen wir geschwind (Alle)
Nr. 8 Introduktion (zum 2. Akt): Die Fürstin lud zum Kaffee (Chor)….Kommandiert, instruiert hab ich manche Kompagnie
Nr. 8 ½ Lied: Den Feind den möchte ich sehn, der da kann widerstehen (Artemisia, Chor)
Nr. 9 Lied: Durch Wald und Feld bin ich geirrt – Wenn man muss einsam Bangen (Else)
Nr. 10 Ensemble – Lied-Chor:  Heil, Heil, der Gräfin (Alle)….Es war ein lustig Abenteuer (Violetta)
Nr. 10 ½ Kurzes Zwischenspiel (25 Takte)  (Orchester)
Nr. 11 Walzerlied (Couplet):  Nur für Natur (Sebastiano)
Nr. 12 Ensemble und holländisches Lied: Den fern man wähnte, traf ein schon heut! - Me Frouwn ick wensch u gooden dag (Alle)
Nr. 13 Duett: Schöne Geschichten muss ich erleben – Was ist an einem Kuss gelegen (Else, Balthasar)
Nr. 14 Finale II: Schon dunkelt rings die Nacht – Ja es ist und bleibt ein lust'ger Krieg (Alle)
Nr. 15 Entr’act (zum 3. Akt) (Orchester)
Nr. 16  Chor und Schlüssel Couplet: Die Kommandantin kam
Nr. 17 Duett: Zwei Monat sind es schon – Silberhelles Kinderlachen  (Else, Balthasar)
Nr. 18: Terzett: Mein ist das Kommando – Süße Friedensglocken – Himmelsmelodie (Alle)
Nr. 19 Schlussgesang: Mag um Ruhm und Ehr keinen neiden

## Musikalische Weiterverwendung
Nach Motiven aus dieser Operette entstanden dann eigenständige Werke des Komponisten die in seinem Werkverzeichnis mit den Opus-Zahlen 397 bis 405 und 407 gekennzeichnet sind. Dabei handelt es sich um folgende Werke:
- Der lustige Krieg, Marsch, Opus 397
- Frisch ins Feld, Marsch, Opus 398
- Was sich liebt, neckt sich, Polka francaise, Opus 399
- Kuß-Walzer, Opus 400
- Der Klügere gibt nach, Polka Mazurka, Opus 401
- Quadrille, Opus 402
- Entweder - oder, Schnellpolka, Opus 403
- Violetta, Polka francaise, Opus 404
- Nord und Süd, Polka Mazurka, Opus 405
- Italienischer Walzer, Opus 407

## Tonträger
Doppel-CD beim ORF-Shop mit Eva Mei, Jorma Silvasti, Daphne Evangelatos, Jörg Schneider, Paul Armin Edelmann, Birgid Steinberger, Klaus Kuttler, Frank Blees, Wiener Jeunesse-Chor und Wiener Motettenchor sowie dem Radio-Symphonieorchester unter der Leitung von Ulf Schirmer.